# Daphne Depassé
Daphne Depassé (Groningen, 14 mei 1973) is een Nederlands schrijver, onderzoeker, adviseur en podcastmaker.  

## Levensloop
Daphne Depassé werd in 1973 geboren in Groningen. Ze is de dochter van kunstenaar Jef Depassé. Eind jaren '90 verhuisde Depassé naar Amsterdam waar zij werkte en studeerde. In 2007 werd Depassé zelfstandig ondernemer. Over haar vakgebied kennis, informatie en innovatie schreef ze de boeken 15 praktijkverhalen over kennismanagement en Factor K. How to Make knowledge work. Zij sprak hierover onder meer als gast bij RTL en New Business Radio, en doceerde over dit onderwerp bij Hogeschool van Amsterdam en verschillende andere hogescholen en universiteiten. Ook schreef zij twee managementboeken als ghostwriter.
Depassé voltooide een masteropleiding aan de Universiteit van Amsterdam waar ze een eigen methodiek bedacht. Daarnaast richtte ze een eigen non-profit denktank op onder de naam The Boosting Board.
In maart 2020 kreeg Depassé de diagnose MS. Hierover schreef ze het autobiografische boek: BAM! Of hoe een onheilspellende diagnose mij mijn leven ontnam en over mijn pogingen om het leven terug te veroveren.
Sinds 2020 is Depassé podcastmaker. Naast een podcastserie genaamd In gesprek met werkte ze onder meer voor BNR en maakt ze podcasts in opdracht.

## Publicaties
- 15 praktijkverhalen over kennismanagement (2009), uitgeverij Essentials
- Factor K. How to Make knowledge work (2017), uitgeverij Hatch Media
- BAM! Of hoe een onheilspellende diagnose mij mijn leven ontnam en over mijn pogingen om het leven terug te veroveren (2023), uitgeverij S2uitgevers

- International Standard Name Identifier: 0000 0003 6884 0666
- Nederlandse Thesaurus van Auteursnamen: 32116363X
- Virtual International Authority File: 289046270
- WorldCat: E39PCjrmdW8CgccmY4xYqR6rhd